# 定州东关墓群
定州东关墓群，位于中国河北省保定市南城区东关村，为保定市定州市的一个省级文物保护单位，类型为古墓葬，公布时间为1993年7月15日。
定州东关墓群的历史年代为商。